# Battle of the Year

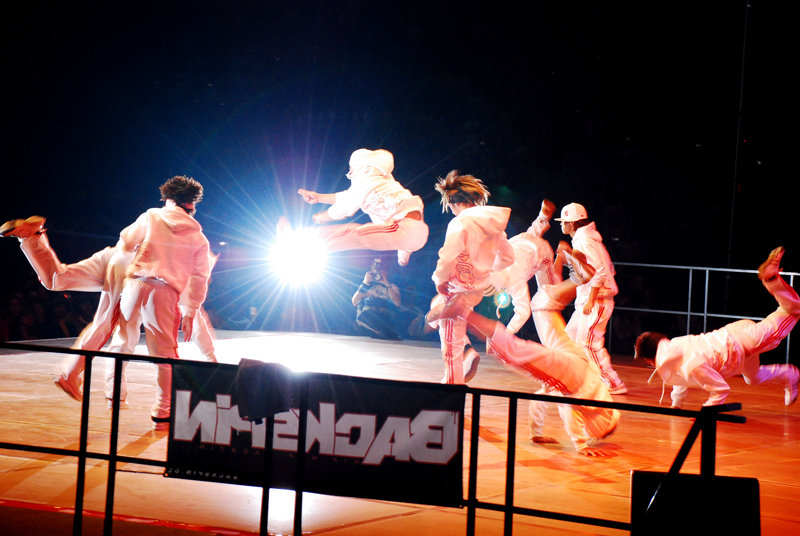
Från showdelen

Battle of the Year (förkortas BOTY) är en stor breakdanstävling som hålls varje år i Tyskland. Den hålls årligen sent på hösten och föregås av deltävlingar i olika delar av världen för att begränsa antalet deltagare. Sverige tillhör den skandinaviska uttagningsgruppen. Vinnaren varje år är garanterad plats nästa år och detta leder till att det ett år kan komma två grupper från samma region. Tävlingen i sig har först ett moment där varje grupp får visa upp en show varefter domarna plockar ut 4 grupper som möter varandra i mer traditionella battles med utslagning. Tävlingen har de senaste åren lockat runt 10 000 åskådare.

## Historia
Battle of the Year startade 1990 men kallades då för ”International Breakdance Cup”. Året därpå byttes namnet till ”The Battle” och sedan 1992 har den haft sitt nuvarande namn.

## Scandinavian Battle of the Year
I augusti hålls årligen den skandinaviska uttagningen till Battle of the Year. Ett land får åka ner och representera Skandinavien i Tyskland. Länder som ingår i den skandinaviska uttagningen är Sverige, Norge, Danmark och Finland. 2007 var även östra Europa i samma kvalgrupp.
| År   | Resultat                                                   | Vinnarens land  | Placering i BOTY |
| ---- | ---------------------------------------------------------- | --------------- | ---------------- |
| 1995 | Out of Control                                             | Danmark         | 3                |
| 2000 | MovesPerMinute                                             | Sverige         |                  |
| 2001 | Submission Estland                                         | Estland         |                  |
| 2002 | Freestyle Phanatix                                         | Sverige/Danmark |                  |
| 2003 | Natural Effects                                            | Danmark         |                  |
| 2004 | Freestyle Phanatix                                         | Sverige/Danmark |                  |
| 2005 | Natural Effects                                            | Danmark         |                  |
| 2006 | Octagon Crew                                               | Sverige         | 13               |
| 2007 | #1-Ultimate Desperados #2-Octagon Crew #3-Camelot/Grounded | Sverige         | 8                |
| 2008 | Octagon Crew                                               | Sverige         | 12               |
| 2009 | Octagon Crew                                               | Sverige         |                  |

## Resultat[2]

### 1990
(även kallad International Breakdance Cup)

Shows:
1. TDB (Tyskland/Storbritannien)
2. Crazy Force Crew (Schweiz)
3. City Rockers (Tyskland)

### 1991
(även kallad The Battle)

Battles:
1. Battle Squad (Tyskland)
2. TDB (Tyskland)
3. Enemy Squad (Ungern)
4. Fresh Force (Tyskland)

### 1992
Battles:
1. Battle Squad (Tyskland)
2. Second 2 None (Storbritannien)
3. Enemy Squad (Ungern)
4. TDB (Tyskland)

### 1993
Battles:
1. Always Rockin Tuff (Storbritannien)
2. Fresh Force (Tyskland)
3. Enemy Squad (Ungern)
4. TDB (Tyskland)

### 1994
Battles:
1. Vlinke Vuesse (Tyskland)
2. Enemy Squad (Ungern)
3. Always Rockin Tuff (Storbritannien)
4. Crazy Force Crew (Schweiz)

### 1995
Battles:
1. The Family (Frankrike/Italy)
2. Enemy Squad (Ungern)
3. Out Of Control (Danmark)
4. Flying Steps (Tyskland)

### 1996
Battles:
1. Toys In Effect (Schweiz)
2. Enemy Squad (Ungern)
3. Wedding B-Boys & Flying Steps (Tyskland)
4. Passo Sul Tempo (Italy)

### 1997
Bästa Show: South Side Rockers (Tyskland)

Bästa Individ: Crumbs (Style Elements, USA)

Battles:
1. Style Elements (USA)
2. South Side Rockers (Tyskland)
3. Black Noise (Sydafrika)
4. Suicidal Lifestyle (Ungern)

### 1998
Bästa Show: Spartanic (Japan)

Bästa Individ: K-Mel (Phase 2, USA)

Battles:
1. Rock Force (USA)
2. The Family (Frankrike)
3. Phase 2 (USA)
4. Suicidal Lifestyle (Ungern)

### 1999
Bästa Show: Spartanic Rockers (Schweiz/Japan)

Bästa Individ: Vietnam (Rock Force, USA)

Battles:
1. Suicidal Lifestyle (Ungern)
2. Rock Force (USA)
3. Bag Of Trix (Kanada)
4. The Family (Frankrike)

### 2000
Bästa Show: Waseda Breakers (Japan)

Inget pris för bästa individ längre

Battles:
1. Flying Steps (Tyskland)
2. Waseda Breakers (Japan)
3. Scrambling Feet (Schweiz)
4. South African Allstars (Sydafrika)

### 2001
Bästa Show: Visual Shock (Korea)

Battles:
1. Wanted (Frankrike)
2. Team Ohh (Japan)
3. HaviKoro (USA)
4. Visual Shock (Korea)

### 2002
Bästa Show: Vagabond Crew (Frankrike)

Battles:
1. Expression (Korea)
2. Vagabond Crew (Frankrike)
3. Deep Trip (Schweiz)
4. Top 9 (Ryssland)

### 2003
Bästa Show: Fire Works (Japan)

Battles:
1. Pockémon (Frankrike)
2. Expression (Korea)
3. Gambler (Korea)
4. Fire Works (Japan)

### 2004
Bästa Show: Break The Funk (Italien)

Battles:
1. Gambler (Korea)
2. Fantastik Armada (Frankrike)
3. Stuttguard (Tyskland)
4. Break The Funk (Italien)

### 2005
Bästa Show: Ichigeki (Japan)

Battles:
1. Last for One (Korea)
2. Ichigeki (Japan)
3. Gambler (Korea)
4. Phase T (Frankrike)

### 2006
Bästa Show: Vagabonds (Frankrike)

Battles:
1. Vagabonds (Frankrike)
2. Last for one (Korea)

### 2007
Bästa Show: Turn Phrase Crew (Japan)

Battles:
1. Extreme Crew (Korea)
2. Turn Phrase Crew (Japan)

## Kontroverser
Huvudtävlingen har på senare år haft så många deltagande länder att man först låter varje tävlande göra en show ur vilka domarna plockar 8 som får göra upp i mer traditionell turneringsform. Detta sätt att välja ut har vållat viss debatt då den ursprungliga dansstilen inte är avsedd att visas upp för en publik utan interaktion mot en motståndare. Argumentet har varit att en onaturlig koreografering och dragning mot akrobatik och annan streetdance ger stor respons på publiken vilket kanske har effekt på domarna. 